# عيسى كايد
عيسى كايد (1976-)ممثل إماراتي شارك في العديد من الأعمال كما شارك في المسلسل التاريخي الذي عرض في الأردن مسلسل سمرقند الذي عرض في رمضان عام (2016)